# Before the Dawn (gruppo musicale)
I Before the Dawn sono stati un gruppo musicale gothic metal/melodic death metal originario di Nastola, Finlandia.

## Storia
Nel 1999 il musicista polistrumentista Tuomas Saukkonen produsse in autonomia la demo To Desire Part 1 decidendo poi di coinvolgere un amico per suonare le parti di batteria, formando così il primo abbozzo della band.
Il 10 gennaio 2013, dopo 7 album e 14 anni di carriera, Saukkonen annuncia l'intenzione di sciogliere i Before the Dawn e le sue altre band attive (Black Sun Aeon e RoutaSielu) per potersi concentrare interamente sul suo nuovo progetto Wolfheart.

## Formazione

### Formazione attuale
- Tuomas Saukkonen - chitarra, voce, batteria, synth
- Pyry Hanski - basso
- Juho Räihä - chitarra
- Joonas Kauppinen - batteria

### Ex componenti

#### Chitarristi
- Pekka Sarkkinen
- Timo Hankola
- Jani Saajanaho (anche voce)
- Mika Ojala (anche synth)
- Panu Willman (anche voce)
- Tomi Luoma

#### Batteristi
- Kimmo Nurmi
- Mika Tanttu
- Aatu Mukka

#### Synth
- Tiina Ahokas (anche violino e voce)

#### Bassisti
- Toni Broman
- Tomi Malin
- Lars Eikind (anche voce pulita)

## Discografia
Album in studio
- 2003 - My Darkness
- 2004 - 4:17 am
- 2006 - The Ghost
- 2007 - Deadlight
- 2008 - Soundscape of Silence
- 2011 - Deathstar Rising
- 2012 - Rise of the Phoenix

Singoli
- 2007 - Deadsong
- 2007 - Faithless

Demo
- 2000 - To Desire

EP
- 2001 - Gehenna

Split
- 2008 - Dirty Black Summer EP

## Videografia

### DVD
- 2006 - The First Chapter